# Eduard Kozinkevič
Eduard Kozinkevič (ukrajinsky Едвард Теодорович Козинкевич, rusky Эдуард Теодорович Козинкевич; 23. května 1949 Lvov – 16. listopadu 1994 Lvov) byl ukrajinský fotbalista, útočník, jenž reprezentoval někdejší Sovětský svaz.

## Fotbalová kariéra
V nejvyšší soutěži Sovětského svazu hrál za FK Šachtar Doněck, FK Karpaty Lvov a FK Dynamo Moskva. Nastoupil ve 190 ligových utkáních a dal 35 gólů. V nižších soutěžích hrál za SKA Kyjev. Za reprezentaci Sovětského svazu nastoupil v roce 1972 v 6 utkáních a dal 1 gól. Byl členem reprezentace Sovětského svazu na mistrovství Evropy ve fotbale 1972, nastoupil v 1 utkání a získal s týmem stříbrnou medaili za 2. místo. 

## Ligová bilance
| Ročník                               | Zápasy | Góly | Klub              |
| ------------------------------------ | ------ | ---- | ----------------- |
| Sovětská fotbalová Pervaja liga 1967 | 5      | 1    | SKA Kyjev         |
| Sovětská fotbalová Pervaja liga 1968 | 35     | 7    | SKA Kyjev         |
| Sovětská fotbalová Pervaja liga 1969 | 38     | 6    | SKA Kyjev         |
| Sovětská fotbalová Vysšaja liga 1970 | 30     | 9    | FK Šachtar Doněck |
| Sovětská fotbalová Vysšaja liga 1971 | 28     | 8    | FK Šachtar Doněck |
| Sovětská fotbalová Vysšaja liga 1972 | 24     | 5    | FK Karpaty Lvov   |
| Sovětská fotbalová Vysšaja liga 1973 | 23     | 3    | FK Karpaty Lvov   |
| Sovětská fotbalová Vysšaja liga 1974 | 30     | 6    | FK Karpaty Lvov   |
| Sovětská fotbalová Vysšaja liga 1975 | 4      | 0    | FK Dynamo Moskva  |
| Sovětská fotbalová Vysšaja liga 1976 | 25     | 3    | FK Karpaty Lvov   |
| Sovětská fotbalová Vysšaja liga 1977 | 26     | 1    | FK Karpaty Lvov   |
| Sovětská fotbalová Pervaja liga 1978 | 7      | 0    | FK Karpaty Lvov   |
| CELKEM 1. liga                       | 190    | 35   |                   |